# 박제근
박제근(朴濟根, 1965년~)은 대한민국의 물리학자이자 교수이다.현재 서울대학교 물리・천문학부 교수이자 양자물질연구단의 교수로 주 연구 분야는 응집 물질 물리다. 그는 응집 물질 물리학자로서 자성, 특히 강상관계 물질에 대한 광범위한 연구로 알려져 있으며 자성 반데르발스 물질로 알려진 새로운 종류의 2차원 자성 물질을 발견한 공로를 인정받았다.

## 학력
박제근 교수는 1988년에 서울대학교 물리학과 전공으로 학사를 마쳤으며 1990에 서울대학교 물리학과 석사를 마치고 1993년까지 영국 임페리얼 칼리지 런던 물리학과 박사 학위를 졸업하였다.

## 이력
박제근 교수는 1993년 런던 임페리얼 칼리지에서 박사학위를 받은 후 프랑스 그르노블의 루이 닐 연구소와 런던 버크벡 칼리지에서 박사후연구원으로 근무하였다. 이후 한국으로 돌아와 1996년부터 2000년까지 인하대학교에서 조교수로 재직한 뒤 2001년 부교수로 승진하였다. 그 후 2001년부터 2006년까지 성균관대학교에서 부교수로 재직하고 2006년부터 2009년까지 교수로 승진하였으며, 2009년부터 2010년까지 성균관대학교 전임의(펠로우)로 재직하였다. 이후 2010년 서울대학교로 옮겨 교수로 재직 중이다. 현재 양자물질연구단장을 맡고 있다.

## 수상
- 2023: 포스코청암상 과학상 (포스코청암재단)[4]
- 2016: 한국과학상[5]
- 2015: 학술상 (대한물리학회)[6]
- 1995: Rosalind Franklin Prize (Birkbeck College)[7]